# Stomatologie
 (juillet 2023).
La stomatologie est la spécialité médicale et chirurgicale qui couvre l'étude de la cavité buccale et des tissus attenants. En embryologie, le stomodeum correspond à l'entrée du tube digestif.
Le stomatologue ou stomatologiste est un médecin spécialiste habilité à pratiquer la stomatologie. Titulaire d'un doctorat en médecine en France, il assure la prévention, le diagnostic et le traitement des pathologies congénitales ou acquises, réelles ou supposées, de la bouche et des tissus attenants. La pratique de la stomatologie couvre notamment la chirurgie buccale, l'implantologie, la dermatologie buccale, les pathologies salivaires, les pathologies oncologiques de la bouche ainsi que les pathologies dentaires.
Faute d'équivalence dans les autres pays membres de l'Union européenne, la spécialité qualifiante de stomatologie a été supprimée en 2011 en France au profit d'une nouvelle spécialité : la chirurgie orale. Elle est exercée conjointement par les docteurs en médecine et les docteurs en chirurgie dentaire spécialistes.

## Étymologie
Le terme « stomatologie » est issu du grec ancien στόμα, στόματος / stóma, stómatos, « bouche » (stomato-), et λόγος / lógos, « parole, discours » (-logie). C'est la science de la bouche et ses structures.

## Histoire en France
Le terme « stomatologie » fut créé en 1868 par le docteur Edmond Andrieu au sein de son œuvre : Traité complet de stomatologie où il définit cette spécialité comme étant la partie de l’art médical qui comprend l’étude de la bouche et de ses maladies. Cet ouvrage inspirera la création de la Société de stomatologie en 1888 sous l'égide du docteur Émile Magitot dont l'objectif est l’étude scientifique des maladies de la bouche, de l’appareil dentaire et de leurs annexes. Émile Magitot fondera ensuite la Revue de stomatologie en 1894.
L'École française de stomatologie, créée en 1909 par le Dr Paul Gires, a été intégrée en 1944 à l'université de Paris (section Faculté de médecine). Elle forme au départ les médecins désireux d'orienter et d'améliorer leur pratique médicale et chirurgicale au sein de la sphère buccodentaire.
La première chaire de stomatologie en France fut fondée en 1932 à l'université de Bordeaux. Des chaires de clinique stomatologique furent aussi créées à Paris, Lille, Lyon, Nancy et Nantes en 1946.
En 1953, la Société de stomatologie devient la Société française de stomatologie et chirurgie maxillo-faciale.
Le certificat d'études supérieures (C.E.S.) de stomatologie est ensuite créé en 1949 et comprend deux années d'études théoriques et pratiques. Il est supprimé en 1984 au profit du diplôme d'études spécialisées (D.E.S.) en stomatologie impliquant dorénavant le passage obligatoire par le concours de l'internat en médecine pour tous les aspirants stomatologues. Sa durée est de quatre années d'études à compter du concours de l'internat en fin de sixième année des études de médecine pour un total de dix ans d'études. Un enseignement en stomatologie est également inclus au sein du diplôme d'études spécialisées complémentaires de type II en chirurgie maxillofaciale et stomatologie créé en 1988, mais ce diplôme confère le titre de chirurgien maxillofacial et non de médecin stomatologue. La durée de ce DESC-II est de six années à compter du concours de l'internat en fin de sixième année des études de médecine pour un total de douze ans d'études.
Le diplôme d'études spécialisées en stomatologie est supprimé en 2011 au profit du diplôme d'études spécialisées en chirurgie orale à des fins d'harmonisation européenne, entraînant depuis le déclin du nombre de médecins stomatologues en France dont la population n'est plus renouvelée à l'heure actuelle.

## Formation en France
Depuis 2011, la stomatologie n'est plus une spécialité individualisée et n'a plus de diplôme spécifique par suite de la suppression de son diplôme d'études spécialisées. Son enseignement avait déjà été intégré au diplôme d'études spécialisées complémentaire de chirurgie maxillofaciale et stomatologie depuis la réforme du 3ème cycle de 2004.
Depuis 2016, avec la dernière réforme du troisième cycle, le diplôme a été renommé DES de chirurgie maxillo-faciale, mais la stomatologie reste une partie intégrante de la maquette de formation de cette spécialité.
L'activité de stomatologie est donc maintenant assurée, soit par les stomatologues formés selon l'ancien régime, soit les chirurgiens maxillo-faciaux/stomatologues formés selon la réforme de 2004, ou encore par les chirurgiens maxillo-faciaux formés depuis la réforme de 2016.

## Contenu de l'enseignement
Avant la suppression du diplôme d'études spécialisées en stomatologie en 2011, la DES comportait 250 heures de formation théoriques réparties au sein des disciplines suivantes :
- Embryologie, anatomie, physiologie, anatomopathologie dentomaxilofaciale ;
- Affection des dents, du paradonte et de l’appareil manducateur ;
- Orthopédie dentomaxillofaciale ;
- Stomatologie médicale ;
- Tumeurs bénignes et malignes de la muqueuse buccale et des maxillaires ;
- Affections des glandes salivaires ;
- Traumatologie dentomaxillaire ;
- Réhabilitation orale, prothèse maxilofaciale[8].

La durée totale du DES en stomatologie était de quatre années à l'issue des épreuves classantes nationales de fin de sixième année des études de médecine pour une durée totale de dix ans d'études. La formation pratique des internes en stomatologie se déroulait au sein de services hospitaliers de chirurgie maxillofaciale et stomatologie.

## Distinction entre stomatologie et odontologie
La stomatologie est parfois confondue avec l'odontologie, pratiquée par les chirurgiens-dentistes. Les médecins stomatologues et les chirurgiens-dentistes assurent en effet une activité médicale et chirurgicale conjointe de prévention, le diagnostic et le traitement des maladies congénitales ou acquises, réelles ou supposées de la bouche, des dents, des maxillaires et des tissus attenants. Ces deux professions diffèrent cependant par leur formation initiale : le médecin stomatologue est un docteur en médecine titulaire d'un diplôme d'études spécialisées ou d'un certificat d'études supérieures en stomatologie tandis que le chirurgien-dentiste est titulaire du diplôme d'État de docteur en chirurgie dentaire.